# الشذوذ المغناطيسي في جنوب المحيط الأطلسي

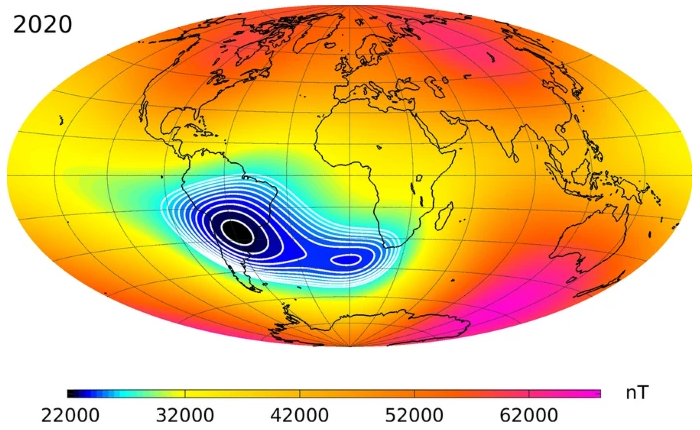
الشذوذ المغناطيسي في 2020

الشذوذ المغناطيسي في جنوب المحيط الأطلسي (بالإنجليزية: South Atlantic Anomaly)‏ هي منطقة يقترب فيها حزام فان آلن الإشعاعي للأرض من سطح الأرض، حيث ينخفض إلى ارتفاع 200 كيلومتر، يؤدي هذا إلى زيادة تدفق الجسيمات النشطة في هذه المنطقة ويعرض الأقمار الصناعية التي تدور في مدارها لمستويات أعلى من المعتاد من الإشعاع، التأثير ناتج عن عدم تمركز الأرض وثنائي القطب المغناطيسي.

## تعريف
منطقة الشذوذ المغناطيسي في جنوب المحيط الأطلسي هي المنطقة القريبة من الأرض حيث يكون المجال المغناطيسي للأرض أضعف بالنسبة للحقل المثالي ثنائي القطب المتمركز حول الأرض، وتعتبر المنطقة مقيدة بكثافة المجال المغناطيسي للأرض عند أقل من 32000 نانوتيسلا عند مستوى سطح البحر، وهو ما يتوافق مع المجال المغناطيسي ثنائي القطب عند ارتفاعات الغلاف الأيوني. ومع ذلك، يختلف المجال نفسه في شدته كتدرج: :الشكل رقم 1

## الموقف والشكل
أحزمة فان آلن متماثلة حول المحور المغناطيسي للأرض، والذي يميل فيما يتعلق بمحور دوران الأرض بزاوية 11 درجة تقريبًا.
لا يقع التقاطع بين المحاور المغناطيسية والدورانية للأرض في مركز الأرض، ولكن على بعد 450 إلى 500 كيلومتر (280 إلى 310 ميل)، بسبب عدم التناسق هذا، فإن حزام فان آلن الداخلي هو الأقرب إلى سطح الأرض فوق جنوب المحيط الأطلسي حيث ينخفض إلى 200 كيلومتر (120 ميل) في الارتفاع، وأبعد مسافة عن سطح الأرض فوق شمال المحيط الهادئ.
إذا مُثِّلَت مغناطيسية الأرض بواسطة قضيب مغناطيسي صغير الحجم ولكن قوي الشدة ("ثنائي القطب المغناطيسي")، يمكن توضيح تباين منطقة الشذوذ المغناطيسي في جنوب المحيط الأطلسي من خلال وضع المغناطيس ليس في مستوى خط الاستواء، ولكن بإزاحة لمسافة صغيرة شمالًا، باتجاه سنغافورة تقريباً، ونتيجة لذلك، يكون المجال المغناطيسي ضعيف نسبيا فوق شمال أمريكا الجنوبية وجنوب المحيط الأطلسي، بالقرب من النقطة المقابلة لسنغافورة، مما يؤدي إلى تنافر أقل للجسيمات المحصورة لأحزمة الإشعاع هناك، ونتيجة لذلك تصل هذه الجسيمات إلى طبقات الجو العليا بشكل أعمق مما كانت ستصل إليه بخلاف ذلك.
يتغير شكل منطقة الشذوذ المغناطيسي في جنوب المحيط الأطلسي بمرور الوقت، منذ اكتشافه الأولي في عام 1958، ظلت الحدود الجنوبية ثابتة تقريبًا بينما تم قياس التوسع طويل المدى إلى الشمال الغربي والشمال والشمال الشرقي والشرق، بالإضافة إلى ذلك، يختلف شكل وكثافة الجسيمات في منطقة الشذوذ المغناطيسي في جنوب المحيط الأطلسي على أساس نهاري، مع كثافة جزيئات أكبر تتوافق تقريبًا مع الظهيرة المحلية، على ارتفاع حوالي 500 كيلومتر (310 ميل)، تمتد منطقة الشذوذ المغناطيسي في جنوب المحيط الأطلسي من -50 درجة إلى 0 درجة خط عرض جغرافي ومن -90 درجة إلى + 40 درجة خط طول، الجزء الأعلى كثافة من منطقة الشذوذ المغناطيسي في جنوب المحيط الأطلسي ينجرف إلى الغرب بسرعة حوالي 0.3 درجة في السنة، ويمكن ملاحظته في المراجع المدرجة أدناه.
معدل انجراف منطقة الشذوذ المغناطيسي في جنوب المحيط الأطلسي قريب جدًا من فرق الدوران بين لب الأرض وسطحها، والمقدر بما يتراوح بين 0.3 درجة و 0.5 درجة في السنة.
تشير الأدبيات الحالية إلى أن الضعف البطيء للمجال المغنطيسي الأرضي هو أحد الأسباب العديدة للتغيرات في حدود منطقة SAA منذ اكتشافها، و مع استمرار ضعف المجال المغنطيسي الأرضي، يقترب حزام فان آلن الداخلي من الأرض، مع توسيع متناسب لـ منطقة الشذوذ المغناطيسي في جنوب المحيط الأطلسي على ارتفاعات معينة.